# Andinus venustus
Andinus venustus är en fjärilsart som beskrevs av Hayward 1940. Andinus venustus ingår i släktet Andinus och familjen tjockhuvuden. Inga underarter finns listade i Catalogue of Life.